# Альфред Вінтл
Підполковник Альфред Деніел Вінтл МС, більш відомий як AD Вінтл (30 вересня 1897 — 11 травня 1966) — британський військовий офіцер 1-го королівського драгунського полку, який служив у Першій та Другій світових війнах . Він був першим неюристом, який домігся одностайного вироку на свою користь у Палаті лордів, і вважається одним із найбільших ексцентриків Лондона.

## Раннє життя
Син Джона Едварда Вінтла, дипломата, і його дружини Емми Терези (до шлюбу Кінг), Альфред Даніель Вінтл народився в Маріуполі, Східна Україна. У 1901 році сім'я переїхала жити в Дюнкерк ; згодом він отримав освіту у Франції та Німеччині, вільно володів французькою та німецькою мовами.

## Перша світова війна
На початку Першої світової війни 16-річний Вінтл був у Дюнкерку і стверджував, що «нерегулярно приєднався» до підрозділу бронеавтомобілів командира Самсона, став свідком того, як одного разу в Бельгії розстріляли уланів .
Вінтл хотів побачити військові дії. Влітку 1915 року його батько погодився на швидкий вступ сина до Королівської військової академії у Вулвічі, звідки він був відправлений менш ніж за чотири місяці. Не минуло й тижня, як він був на фронті. У першу ж ніч біля нього розірвався снаряд, розбризкавши на нього нутрощі сержанта (з яким його щойно познайомили). Пізніше Вінтл зізнався, що закам'янів. Поки тривав обстріл, він боровся зі своїм страхом, стоячи в строю і віддаючи честь. Як він пізніше писав: «Протягом тридцяти секунд я зміг знову стати англійцем, який діє, і спокійно виконувати обов'язки, до яких мене навчили».
Цей випадок був типовим як для серії чудових втеч, так і для його гордості за те, що він англієць (на відміну від того, що він народився « шимпанзе чи блохою, або французом чи німцем»). Він бачив бойові дії на Іпрі, Соммі, Ла-Басе та Фестубері, нібито одноосібно захопивши село Весле, перш ніж передати його новозеландцям (які збиралися атакувати його силою). Удача покинула його під час Третьої битви при Іпрі у 1917 році, коли він допомагав переносити 18-фунтову польову гармату через «кратер-болото». Колесо лафета зачепило снаряд, що не розірвався; він прокинувся у польовому шпиталі без лівого ока, однієї колінної чашечки та кількох пальців. У 19 років праве око Вінтла було настільки пошкоджене, що йому довелося носити монокль до кінця життя.
«Пекельні шарлатани» відправили його назад до Англії на лікування; здавалося, що його війна закінчилася, але Вінтл мав інші плани. Незабаром він планував втечу з Південного шпиталю на фронт, відвідавши танці для медсестер у їхніх халатах (перевдягнувшись медсестрою), перш ніж нарешті здійснити втечу. Він записав, що його монокль видавав його, а особливо неприємна медсестра не була вражена його витівками.

Вінтл відправився до Франції за ордером, підписаним другом його батька; у нього був «помірно успішний рік дій» у 119-й батареї 22-ї бригади Королівської польової артилерії (RFA). Його військовий хрест був опублікований у «Лондонській газеті» 2 квітня 1919 року, а цитата була опублікована 10 грудня. Згідно з його некрологом, він отримав свій MC поштою того самого дня, коли про це було оголошено в London Gazette . Цитата гласила:
За особливу хоробрість та ініціативу 4 листопада 1918 р. під Йоліменцем. Пішов вперед з піхотою, щоб здобути інформацію і особисто здобув 35 полонених. 9 листопада висунув свій відділ далеко вперед перед піхотою і протягом усього дня виявляв ініціативу дуже високого порядку і виконував відмінну роботу.
Пізніше Вінтл згадував, що нічого не пам'ятає про обидва інциденти. Кажуть, що він вважав період між Першою та Другою світовими війнами «надзвичайно нудним».

## Друга Світова війна
Коли у вересні 1939 року розпочалася Друга світова війна, Вінтл зробив усе можливе, щоб переконати начальство дозволити йому поїхати до Франції. Коли йому відмовили, він планував подати у відставку і сформувати власну армію, «щоб піти війною на гунів».
У своїй книзі «Найтаємніша війна» Реджинальд Віктор Джонс згадує зустріч з Вінтлом у питаннях повітряної розвідки. Він був вражений армійським офіцером, який мав достатньо технічних знань, щоб відрізнити спектроскоп від спектрографа, і який зазначив деталі в звітах розвідки, які могли вказувати на їх автентичність (чи ні). Одного ранку після розмови з Вінтлом на параді кінної гвардії він записав, що був здивований, побачивши заголовок новини через кілька днів: «Кавалерійський офіцер у Тауері».

Після капітуляції Франції Вінтл вимагав літака (за допомогою якого він мав намір згуртувати французькі ВПС, щоб доправити їхні літаки до Британії та продовжити боротьбу з Німеччиною з британських авіабаз); отримавши відмову, він погрожував пістолетом офіцеру RAF (коммодору авіації А. Р. Бойлу). Стверджувалося, що він погрожував застрелити себе та Бойла, і за це був ув'язнений у Лондонському Тауері . По дорозі до в'язниці підполковника проводжав молодий солдат потягом. Повідомляється, що солдат втратив ордер на арешт; Огидний цим, Вінтл оголосив чоловіка недієздатним, сказав йому чекати, де він є, і пішов отримати новий ордер. Оскільки іншого офіцера вищого рангу в прапорщику не було, він сам підписав папір. Про свій час у Тауері він писав:
Моє життя в Тауері почалося. Наскільки це відрізнялося від того, що я очікував. Офіцери спочатку зарізали мене, думаючи, що я якийсь зрадник; але коли новини про мої вчинки просочилися, вони не могли зробити для мене достатньо. Моя камера стала найпопулярнішим місцем зустрічей у гарнізоні, і про мене піклувалися так само добре, ніби я був у готелі «Рітц» . Я б прогулявся (сухим) ровом після сніданку, щоб потренуватися. Тоді, рівно об одинадцятій, гвардієць Маккай, який був моїм слугою, приходив із офіцерської їдальні з великим віскі та імбирним пивом. Він знайшов би мене вже щирим, бо хоч я дуже поважаю гвардію, вони не мають дару доглядати за спорядженням кавалерійського офіцера. Ранок пройде приємно. До обіду відвідувачі почали прибувати. Обідати завжди залишався один чи двоє. Вони завжди щось приносили з собою. Я пам'ятаю одну особливо соковиту качку в заливному — від неї у мене розлад травлення — і гарну коробку сигар, яку приніс мій сімейний лікар. Час чаювання був еластичним і неформальним. Відвідувачі заходили з певними проміжками часу, зазвичай несучи з собою пляшки, які відкорковували на місці. Я не пригадую, щоб в якомусь із них був чай. З іншого боку, вечеря була суто офіційною. Я обідав точно о восьмій і приймав лише тих гостей, яких запросив заздалегідь. Після кількох днів поселення я з подивом виявив, що ув'язнений у Лондонському Тауері має свої переваги як спосіб життя.

 
Під час слухання його справи Вінтлу зачитали три звинувачення проти нього. Перше полягало в тому, що він симулював поганий зір (і немічність, щоб уникнути служби в армії). Це звинувачення було знято після того, як захист Вінтла надав медичні докази.
Другим звинуваченням був напад на авіакомодора Бойла, а третім — поведінка всупереч (і на шкоду) належному порядку і військовій дисципліні. До останнього було додано твердження, що він витягнув пістолет у присутності офіцера Королівських ВПС і заявив, що «таких людей, як ти, треба розстрілювати». Джонс згадує, що Вінтл не тільки не заперечував цього, але й визнав свій вчинок і склав список людей, яких, на його думку, також слід було б розстріляти як патріотичний жест. Список мав бути актуальним; після того, як він прочитав шосте ім'я на ньому (Хоре-Беліша, тодішній державний секретар з питань війни), це звинувачення також було знято. Уряд, збентежений його звинуваченнями, залишив у силі рішення суду про зняття всіх звинувачень, окрім одного: нападу на авіакомодора Бойла (за що Вінтл отримав офіційну догану). Далі Джонс додав, що Вінтл перебуває у відносно безпечному становищі, коли його судитиме армійський суд за звинуваченнями, висунутими Королівськими ВПС.
Потім Вінтла відправили за кордон, щоб приєднатися до свого старого полку (1-й королівський драгунський полк), і він почав діяти, збираючи розвіддані та координуючи рейди на французів Віші в Сирії. Після перемоги союзників у Сирії Вінтла попросили переодягненим відправитися до Франції Віші, щоб визначити стан британських військовополонених, які там утримувалися. У очікуванні контакту з прихильними елементами французького уряду Віші Вінтл був зраджений, заарештований як шпигун і ув'язнений Віші.
Під час ув'язнення він повідомив охоронцям, що його обов'язком як англійського офіцера є втеча; одного разу він успішно зробив це, швидко відчинивши двері своєї камери і сховавшись у вартовій будці, а потім непомітно вислизнув, але був зраджений і знову схоплений протягом тижня. Відтоді охорону Вінтла подвоїли. У відповідь він оголосив 13-денне голодування на знак протесту проти «неохайного вигляду охоронців, які не гідні охороняти англійського офіцера!». Він також повідомив усім, хто його слухав (включаючи Моріса Молію, коменданта табору), що саме він відчуває з приводу їхнього боягузтва і зради своєї країни. Він повідомив їм, що все ще має намір втекти, і що кожен, хто називає себе французом, піде з ним. Незабаром після цього він перепиляв залізні грати своєї камери, сховався у сміттєвому візку і, перелізши через стіну замку, повернувся до Британії через Іспанію. Пізніше Молія стверджував у програмі Вінтла «Це твоє життя» в 1959 році, що незабаром після втечі, «через безстрашну рішучість Вінтла підтримувати англійські стандарти і його постійний виклик нашій владі», весь гарнізон з 280 чоловік перейшов на бік Опору.

## Повоєнні роки
Вінтл одружився з Дорою в 1944 році. Після війни він балотувався як кандидат від Ліберальної партії на загальних виборах 1945 року в Норвуді . Це місце було мало з точки зору ліберальної традиції голосування, і він посів третє місце з приблизно 11 відсотками голосів.
</br> Редактор The Times зберіг лист, який Вінтл надіслав йому в 1946 році:
Сеньйоре,

 Я щойно написав вам довгого листа.

 Прочитавши його, я викинув його в кошик для сміття.

 Сподіваюся, що ви його схвалите,

 Так і є, пане,

 Ваш покірний слуга,

 А. Д. Вінтл
Одного разу він був настільки розлючений через відсутність у поїзді вагонів першого класу, що забрав локомотив і відмовився рухатися, доки не з'являться нові вагони. Вінтл увійшов в історію права, коли подав судовий позов проти нечесного адвоката на ім'я Най, якого він звинуватив у привласненні 44 000 фунтів стерлінгів із маєтку померлої двоюрідної сестри Вінтла, змусивши її залишити залишки свого маєтку Най у своєму заповіті. Щоб надати справі розголосу, у 1955 році Вінтл відсидів у в'язниці після того, як змусив Ная зняти штани і дозволив себе сфотографувати. Протягом наступних трьох років він переслідував Ная в судах, двічі програючи справу. До 1958 року у Вінтла закінчилися гроші, і йому довелося вести справу самому. 26 листопада 1958 року лорди оголосили, що вони прийняли рішення на користь Вінтла, але причини рішення не розголошуються. У своїх подальших письмових обґрунтуваннях Палата лордів постановила, що тягар доведення того, що дарування залишку майна померлого двоюрідного брата адвокату за заповітом, який він склав, не було результатом його шахрайства, і що він не зміг виконати цей надзвичайно важкий тягар, тому не можна допустити, щоб суд присяжних визнав дійсним дарування Наю. Таким чином, Вінтл став першим не юристом, який домігся одностайного вердикту на свою користь у Палаті лордів .
Вичерпний аналіз правових питань у позові Вінтл проти Най надано Керріджем у «Заповітах, складених за підозрілих обставин: проблема вразливого спадкодавця». Автор надає короткий огляд фактичних обставин справи :pp. 315–316та обговорення процедурних труднощів, з якими зіткнувся Вінтл під час розгляду цивільної справи. :pp. 317–320Автор припускає, що остаточна перемога Вінтла була «правильним результатом неправильним шляхом» :p 327тому що під час звернення до Палати лордів «всі пам'ятали про газетні заголовки»; :p. 323він припускає, що Лорди Закону були змушені вдатися до софізмів, щоб підтримати апеляцію Вінтла :pp. 322–325і робить висновок, що це «справа, яка переслідувала цю галузь права протягом покоління». Тим не менш, можна також сказати, що рішення Палати лордів узгоджується з давніми принципами та повноваженнями про те, що особі, яка займає довірену посаду, такій як соліситор, не можна дозволяти отримувати вигоду від зловживання цими відносинами, особливо у випадку літніх людей. клієнт «не обізнаний у бізнесі», як спадкодавець у цьому випадку. Хоча Вінтл програв свою справу в першій апеляції, лорд-суддя Селлерс (один із трьох суддів апеляційного суду) не погодився і вважав, що він мав її виграти. Таким чином, з дев'яти суддів, які розглядали справу на різних її стадіях, шестеро стали на бік Вінтла.
Зустріч із Вінтлом у винному барі El Vino на Фліт-стріт описана в листі до редактора The Spectator, опублікованому 8 травня 1999 року Заголовок був «Заборони Бауера» (Листи до редакції, The Spectator, 8 травня 1999):
Від пана Тома Покока

Сер:

Френк Бауер не завжди міг вигнати небажаних відвідувачів з El Vino (Листи, 1 травня). Одного ранку наприкінці п'ятдесятих років вест-індійський робітник зайшов до пабу, який він вважав пабом, і попросив у власника пінту гіркого пива. Переповнений люті, у вишитій жилетці, що рвалася, Бауер поспішав вивести його на Фліт-стріт, коли його перервала чітка військова команда з глибини бару: "Цей джентльмен - мій приятель. Я чекав на нього. Будь ласка, проведіть його до мого столика". Заговорив полковник Вінтл, який прославився тим, що перевірив, як виводили його німецьких охоронців, коли він був військовополоненим, а також тим, що відлупцював адвоката, - заговорив полковник.

Підвівшись, щоб привітати гостя, Вінтл направив свій монокль на Бауера і наказав: "Будь ласка, принесіть нам два маленькі келихи білого вина". Коли вино було випито, а невимушена бесіда завершилася, полковник і його новий друг піднялися, потиснули один одному руки і розійшлися в різні боки.

Том Покок

22 Lawrence Street, London SW3
Він був темою «Це твоє життя» в 1959 році, коли його здивував Імонн Ендрюс на лондонській пристані Хей.
Вінтл помер у травні 1966 року у віці 68 років у своєму будинку в Ротемі і був кремований у крематорії Мейдстоун, хоча він хотів, щоб похорони відбулися в Кентерберійському соборі з повним церковним богослужінням і першими Королівськими драгунами на параді, які грали «My Old Tarpaulin Jacket». ":
 Високий хоробрий улан лежав при смерті,

 І як на смертному одрі він лежав,

 Зітхали його друзі, що навколо нього,

 Ці останні передсмертні слова він промовив:

 ("Загорніть мене в брезентову куртку

 І скажіть, що бідний буфер заляже на дно;

 І шестеро хоробрих стрільців понесуть мене

 Урочистою, скорботною і повільною ходою.

 Якби у мене були крила, як у голубки,

 Я б полетіла далеко-далеко, я б полетіла

 Прямо в обійми коханої.

 І там би я лягла і померла.

 Тоді візьми два білих надгробки.

 Поставте їх біля моєї голови і біля мого пальця на нозі, на нозі,

 І візьми ножик і подряпай там:

 "Тут внизу лежить бідолашний буфер".

 І візьми шість бренді з содовою,

 І поставте їх всі в ряд, в ряд,

 І знайди шістьох веселих хлопців.

 Щоб випити за цей буфер внизу.

 А потім у тиші сутінків

 Коли тихий вітер шепоче низько, так низько,

 і падають темні тіні,

 Іноді думай про цей буфер внизу.

## Автор
Вінтл почав писати в 1924 році після того, як зламав ногу під час верхової їзди. У березні 1962 року в інтерв'ю Бі-Бі-Сі Вінтл заявив: «Я не впав з коня, як це зробив би дантист. Кінь впав на мене і зламав мені ногу». Уінтл спочатку писав художню літературу під псевдонімом «Майкл Кобб», де говориться: «Для кавалерійського офіцера бути грамотним, не кажучи вже про те, щоб писати, — це ганьба». Роман Майкла Кобба «Звільнення Амброуза» (1928) був екранізований у 1936 році як «Одяг вовка» . Інші твори, опубліковані як AD Wintle, включають вигадану біографію Езопа (1943), роман «Іліум: Історія Трої» (1944) і «Клуб» (1961).

## Біографії
Коротку біографію можна знайти в News 1989 Victorian Bar News . Повноцінна автобіографія, складена після його смерті його другом Аластером Реві з більш ніж мільйона слів, залишених Вінтлом, була опублікована Майклом Джозефом у 1968 році під назвою «Останній англієць» . Ще одну коротку біографію Вінтла можна знайти в розділі 13 («Colonel 'Debag' rides again», стор. 143—153) книги Роберта Літтелла It Takes All Kinds, опублікованої Reynal & Co, Нью-Йорк, 1961. JD Casswell, KC представляв Вінтла на його військовому суді під час Другої світової війни та присвятив Вінтлу сторінки 152—159 у своїй автобіографії 1961 року, A Lance For Liberty .

## Подальше читання
- Gobbo, James (2010). Something to Declare: A Memoir. The Miegunyah Press. с. 64. ISBN 978-0-522-85731-3.
- Quinn, Tom; Leaver, Ricky (2009). Eccentric London. New Holland Publishers. с. 31. ISBN 978-1-84773-219-4.
- Wintle, Alfred D. (1968). The Last Englishman: An Autobiography of Lieut.-Col. Alfred Daniel Wintle, M.C. (1st The Royal Dragoons). London: Joseph. ISBN 0718106008.